# Pierre Dubreuil

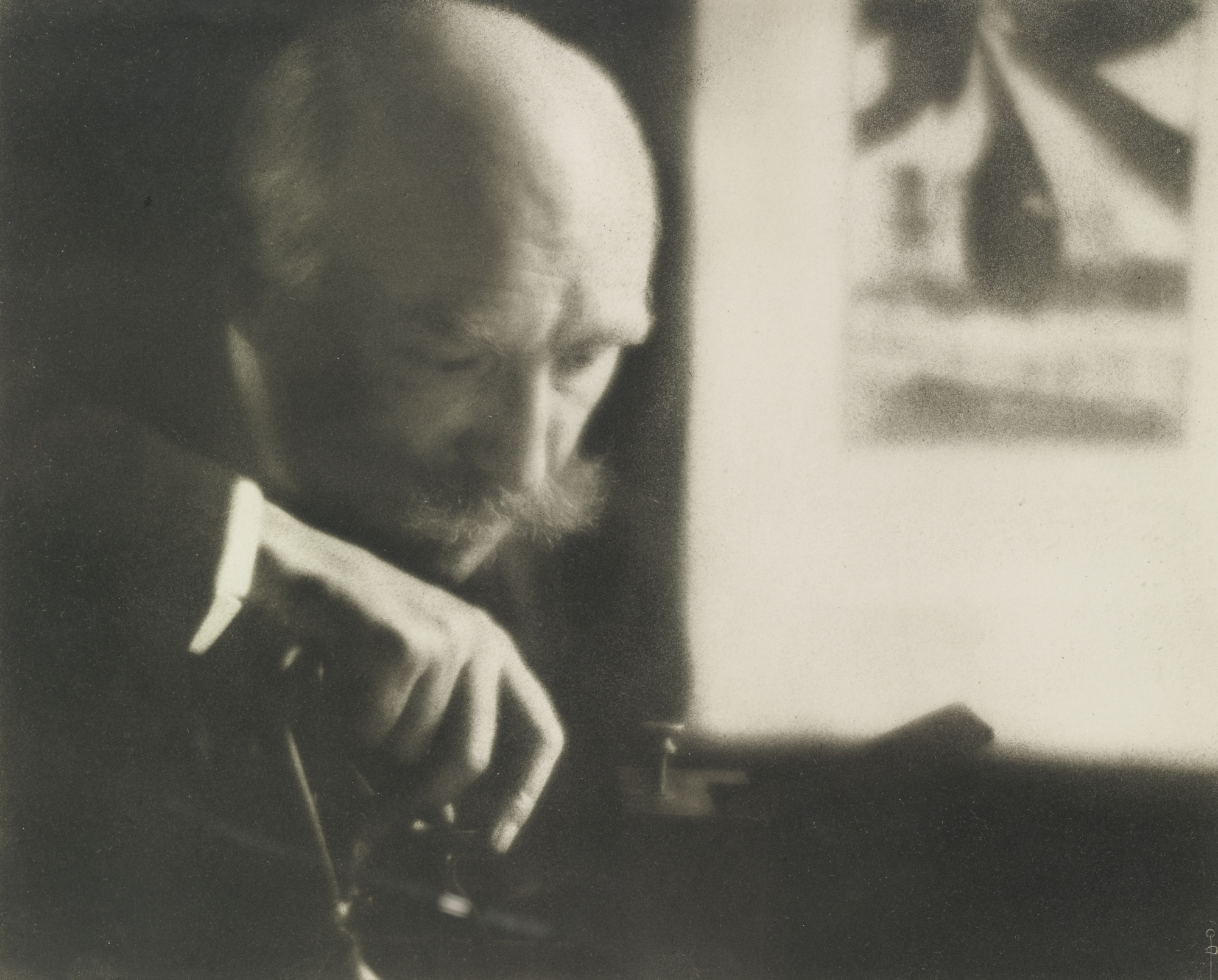
Pierre Dubreuil

Pierre Dubreuil (* 5. März 1872 in Lille; † 9. Januar 1944 in Grenoble) war ein französischer Kunstfotograf. Er gilt inmitten der piktorialistischen Bewegung als Modernist.

## Leben

### Biographisches
Pierre Dubreuil wurde am 5. März 1872 in Lille, einer Industriestadt im Norden Frankreichs, geboren. Als Sohn einer wohlhabenden Familie war er finanziell abgesichert, so dass er sich später in seiner Freizeit fast gänzlich der Fotografie widmen konnte. Zwischen 1888 und 1895 besuchte er das Collège Jesuite de Saint Joseph in Lille.
Nach seiner Studienzeit heiratete er 1896 seine erste Frau Madeleine Marie, geborene Verley, mit der er drei Kinder, Suzanne, Georges und Antoinette, hatte. Nach 13 Jahren Ehe trennte sich Dubreuil von Madeleine Marie, kehrte aber nach einem zweijährigen Aufenthalt in Paris zu ihr zurück. Das Paar blieb sodann bis zum Tode von Madelein Marie im Jahr 1921 wieder zusammen.
Während des Ersten Weltkrieges wurde sein Haus geplündert und fast seine gesamte Fotoausrüstung entwendet. Dieser Diebstahl hatte eine Unterbrechung seiner fotografischen Aktivitäten bis 1923 zur Folge.
Nach dem Tod der ersten Frau und auch der beiden Kinder Georges und Suzanne ließ er sich 1924 in Belgien nieder. Im darauffolgenden Jahr heiratete er Josephine, geborene Vanassche, und zog mit ihr nach Brüssel. Dubreuil überlebte auch seine zweite Ehefrau, er verstarb nach Verschlechterung seiner gesundheitlichen Situation am 9. Januar 1944 in Grenoble, Frankreich.

### Werdegang als Fotograf
Pierre Dubreuils beschäftigte sich ab 1888, als er seine Studien am Collège Jesuite in Saint-Joseph aufnahm, mit der Fotografie. Aus dieser Zeit sind jedoch nur wenige Aufnahmen überliefert. 1896 fand er erstmals Anerkennung mit seinem Werk Sombre Clarté, das in Brüssel ausgestellt wurde. Kurz darauf gewann er mit seinem Bild Cimetière de Campagne den 1. Preis beim Concours International Thorton Pickard, er erlangte somit innerhalb kürzester Zeit internationalen Ruf. 1899 wurde er Mitglied der prestigeträchtigen englischen Fotografenvereinigung Brotherhood of the Linked Ring.
Nach persönlichen und beruflichen Rückschlägen während und nach dem Ersten Weltkrieg nahm er seine fotografischen Aktivitäten erst ab 1923 wieder umfassend auf. Im Jahre 1929 wurde er zum Mitglied des „London Salon“ ernannt. Dieser galt nach der Auflösung der „Photo-Secession“ und des „Linked Ring“ als der angesehenste Club für Kunstfotografen weltweit. Drei Jahre später wurde er zum Präsidenten der „L’association Belge de Photographie et de Cinématographie“ ernannt.
Die Royal Photographic Society veranstaltete 1935 zu seinen Ehren eine Retrospektive. Dubreuil brachte nach 1935 keine neuen Werke hervor, blieb in seiner Eigenschaft als Präsident der „Association Belge de Photographie“ jedoch der Fotografie verbunden.

## Werk

### Die piktorialistische Bewegung in Frankreich
In Frankreich wurde mit dem Photo-Club de Paris die erste Fotografenvereinigung weltweit gegründet, die es sich zum Ziel gesetzt hatte, der Fotografie zur Anerkennung als künstlerisches Ausdrucksmedium zu verhelfen. Die gesamte piktorialistische Bewegung in Frankreich gruppierte sich denn um den Photo-Club de Paris. Man wollte zugleich einen Gegenpol zur gewöhnlichen Amateurphotographie schaffen. Sujets wie Landschaftskompositionen und Genreszenen, wie man sie auch in der Malerei findet, wurden von den französischen Piktorialisten mit fotografischen Mitteln umgesetzt. Zu den bekanntesten französischen Pictorialisten gehören neben Pierre Dubreuil vor allem Constant Puyo und Robert Demachy, die als „école francaise“ bekannt wurden.

### Dubreuils Verständnis der Fotografie

#### Die Kunst der „Momentaufnahme“
In seiner frühen Phase von ca. 1896–1900 nahm Dubreuil an, dass Fotografien von künstlerischem Wert eher ein Resultat des Zufalls und weniger langer Studien und konzentrierter Arbeit seien. Derartige Fotografie müssten daher den Eindruck einer Unmittelbarkeit vermitteln. Alle im Bild vorliegenden Spannungen sollten dazu verringert werden. Zur fotografischen Erfassung des „entscheidenden Moments“, wie er es nannte, bediente er sich bewusst einer Handkamera, den gewünschten Effekt suchte er durch Vergrößerungen zu erzielen.

#### Ideen-Bilder
Im Gegensatz zu seiner anfänglichen Überzeugung, begann Dubreuil in der Zeit vor dem Ersten Weltkrieg damit, seine Aufnahmen nicht dem Zufall zu überlassen, diesen sah er von da an vielmehr als Feind an. Die Werke dieser Zeit waren Ausdruck der Moderne; die Techniken und die aus diesen resultierende typische Unschärfe piktorialistischer Aufnahmen behielt er jedoch größtenteils bei. Er betonte, dass die Idee und ausführliche Gestaltung eines Werks vor dem Inhalt zu stehen habe. Seine Werke sollten Ausdruck einer Idee sein und müssten daher im Voraus geplant werden.
Seine Ideen-Bilder brachten die traditionelle Ordnung der Objekte im Piktorialismus durcheinander. Die Zerstörung des gewohnten, hierarchisch aufgebauten visuellen Kanons erreichte er unter anderem durch die Anordnung von unwichtigen Objekten im Vordergrund. Das Spiel mit ungewöhnlichen Winkeln und neuen Subjekten führte zudem dazu, dass seine Ideen-Bilder mitunter Puzzles ähnelten. Zur Realisierung dieser Bilder wandte er sich von Verwendung einer Handkamera ab und begann mit einer großen, unhandlichen Kamera, einem Stativ und einer sanft-fokussierten Linse der Marke Dallmeyer Bergheim zu arbeiten.

## Pierre Dubreuil – der Modernist

### Motivwahl

#### Religion
Religiöse Themen waren ein fester Bestandteil kunstfotografischer Motivik. Beliebte Sujets Dubreuils waren insoweit die expressive Darstellung des Kreuzwegs oder der Kommunion. Zeitweise wurde er für seine religiöse Motivwahl heftigst kritisiert, da man der Ansicht war, dass ein so profanes Medium wie die Fotografie religiösen Motiven nicht angemessen sei.

#### Moderne
Pierre Dubreuil experimentierte bereits in seinen Pariser Jahren 1908–1910 mit Techniken, die dann erst in der modernen Fotografie der 1920er Jahre vollständige Beachtung und Anerkennung fanden. Dazu gehörten beispielsweise das Close-up, die Vogel – und Froschperspektive, Abstraktionen und die Montage.
Auch die Ablichtung von Bildern, die die flache, zwei-dimensionale Natur des Photos betonen sollte, gehörte zu seinem Repertoire.
Zudem gilt Dubreuil als einer der ersten Fotografen, die den Eiffelturm, den Inbegriff der Moderne jener Zeit, zum Gegenstand einer Aufnahme machten.
Auch neue Erfindungen, wie das Automobil, setzte er fotografisch in Szene. Pastorale, idyllische Szenen, die charakteristisch waren für die Mehrheit der piktorialistischen Fotografen, mied er jedoch bewusst.

### Einflüsse
Wie kaum ein anderer wurde Pierre Dubreuil von der Photo-Secession, vor allem aber durch Edward Steichen und dem Herausgeber der Camera Work, Alfred Stieglitz, beeinflusst.
Seine Faszination für die in den Vereinigten Staaten von der Gruppe um Stieglitz propagierte Art zu Fotografieren nahm 1901 seinen Anfang, als Fred Holland Day die „New School of American Photography“ in Paris präsentierte. Dies veranlasste ihn dazu, nach und nach die Methoden der amerikanischen Schule anzunehmen und zu perfektionieren, sehr zur Überraschung seiner französischen Kollegen. Dubreuil fand in den Bildern der amerikanischen Kollegen das, was er am meisten an der Fotografie schätzte: den Ausdruck kühner und unkonventioneller Ideen.
Mit dem Aufkommen des Kubismus zu Beginn des 20. Jahrhunderts veränderte sich auch sein Stil. Viele seiner zwischen 1909 und 1911 entstandenen Bilder tragen offensichtlich kubistische Züge.
Während seiner Zeit in Belgien wurde er durch den belgischen Surrealismus, James Ensor und der holländischen DeStijl-Bewegung beeinflusst. Indessen schien er sich von der realen Welt abzuwenden und sich in die Welt der Phantasie und Traums zurückzuziehen.
Trotz zahlreicher höchst unterschiedlicher Einflüsse, die seine Arbeit im Laufe der Jahre oftmals verändert haben, blieb er den piktorialistischen Konventionen zeit seines Lebens treu.

### Ausstellungen
Zwischen 1896 und 1935 waren Dubreuils Arbeiten u. a. in folgenden Ausstellungen zu sehen:
1896 Photo-Club de Paris (5 Werke)

1910 Open Section, Ausstellung der Galerie Albright in Buffalo, New York (6 Bilder)

1912 Little Gallery, Amateur Photographer Magazine, London (64 Arbeiten)

1935 «Retrospective», Royal Photographic Society, London
Außerdem wurden 39 seiner Fotografien in der jährlich erscheinenden französischen Zeitschrift „Annuaire général et international de la photographie“ abgedruckt.

## Arbeitsweise

### Techniken bei Aufnahme und Positivherstellung
Zu Beginn seiner Karriere experimentierte Dubreuil noch mit verschiedenen Drucktechniken, bis er sich um ca. 1905 vollends dem Öldruck mittels des Rawlins-Verfahrens, auch als Bromöldruck bekannt, widmete. Dieses Verfahren verschaffte ihm einigen Spielraum in der Dunkelkammer hinsichtlich der Manipulation von Bildern.
Seine technische Virtuosität bewies Pierre Dubreuil durch den subtilen Einsatz von Lichteffekten, Kontrasten und tonalen Reproduktionen.

## Rezeption

### National
Auch wenn sich Dubreuil im Laufe seiner Karriere der amerikanischen Kunstfotografenschule verschrieb, wurde er in einem Zug mit den französischen Größen der Kunstfotografie Robert Demachy und Constant Puyo genannt. Der französische Kritiker Cyrille Menard verfasste einen 36-seitigen Artikel über Dubreuil und bezeichnete ihn dort als einen „Querkopf“ und als „Exzentriker“ unter den Piktorialisten. Dubreuil sorgte unter den fotografisch interessierten Kreisen Frankreichs immer wieder für Gesprächsstoff und war sich dessen auch durchaus bewusst.

### International
Trotz anfänglicher Diskreditierung in der piktorialistischen Kunstfotografen-Bewegung, schaffte es Dubreuil, innerhalb von vier Jahren (1896–1900) international Anerkennung zu finden. Der deutsche Kritiker Fritz Loescher verfasste eigens einen Artikel über den französischen Fotografen, um seine Begeisterung für dessen ungewöhnliche Bilder zum Ausdruck zu bringen. So schrieb er: „Dubreuils Bilder sind gesehen, sie sind mit Künstleraugen gesehen, sie sind aufgenommen nach sorgfältigster Wahl und dann technisch aufs allergeschickteste, aber immer mit ungeheurer Pietät gegen die Natur durchgeführt.“ Auch Alfred Stieglitz ließ ihm seine Aufmerksamkeit und Bewunderung zuteilwerden. Zwar veröffentlichte er in seiner berühmten Zeitschrift „Camera Work“ keine Aufnahme Dubreuils, leitete aber einige an die Jury der Ausstellung „Open Section“ der „International Exhibition of the Pictorial Photography“ weiter.

## Dubreuils künstlerisches Ende und Wiederentdeckung nach seinem Tod

### Seine letzte künstlerische Phase
Mit dem Beginn des Ersten Weltkrieges trat wie vorerwähnt eine Pause in Dubreuils photographische Karriere ein. Als er 1923 die Fotografie wieder aufnahm, hatte der Piktorialismus seinen Höhepunkt bereits überschritten, die Bewegung hat zu einem größeren Teil bereits ein Ende gefunden. Dennoch zeigte sich Dubreuil verständnislos über die „bedauernswerten Banalitäten“ die seiner Ansicht nach nun in den Salons ausgestellt wurden. In ihnen sei die „künstlerische Idee nicht existent“ und die „Originalität gänzlich abwesend“ gewesen. Dubreuil setzte seine Arbeit fort, indem er, immer auf der Suche nach neuen Ideen, die Tendenzen der modernen Kunst in seine eigene Arbeit einfließen ließ. In dieser letzten Phase seines künstlerischen Schaffens bediente er sich gewagter Maßstabsverhältnisse. Sein Ziel bestand darin, eine verzerrte Welt zu erschaffen in der Objekte in dualistischer Beziehung dargestellt werden sollen. Dubreuil drückte seine Ideen jedoch so indirekt aus, dass das zeitgenössische Publikum seine Werke vollkommen missverstanden. Seine Bilder stießen auch bei „Photograms of the year“ auf Ablehnung. Dennoch wurden seine Werke seit Mitte der 1920er Jahre bis Ende 1930 in der jährlichen Ausgabe abgebildet.
Die Kritiker seiner Zeit entdeckten jedoch bald, dass dieser kontroverse Fotograf zu den bahnbrechenden Modernisten gehörte. In Fachkreisen galt er unlängst als einer der Figuren, die durch ihren Einfluss die „neue Fotografie“ mitbegründet haben. Die Royal Photographic Society sah sich jedoch erst 1935 dazu verpflichtet, die bedeutenden Leistungen Dubreuils anzuerkennen und ihnen mittels einer „Retrospektive“ gebührenden Respekt zu zollen.
In den darauffolgenden Jahren veröffentlichte er nur noch vereinzelt Fotografien und geriet nach seinem Tod 1944 in vollkommene Vergessenheit.

### Die Wiederentdeckung
Nach beinahe fünfzig Jahren Vergessenheit markierte die Retrospektive ausgewählter Werke Dubreuils im Musée National d’Art Moderne, Centre Georges Pompidou in Paris, die Wiederentdeckung des verkannten Piktorialisten. Die Ausstellung verdankte sich der Arbeit von Tom Jacobson und Alan Sayag und fand zwischen Oktober 1987 und Januar 1988 in Paris statt.
Diese Retrospektive war nicht nur bedeutend hinsichtlich der Wiederentdeckung eines ungewöhnlichen Künstlers, sondern beweist auch, dass der Ursprung der modernen Fotografie früher anzusetzen ist als bisher angenommen.

## Zitate
„[…] a crank, a man striving after effect at all hazards, appealing to the mere bizarre and unusual, on order to make a sensation […].“ American Photography Magazine
„Every work should be the expression of an idea […]. This must never be left to chance […]. I plan almost all of my works beforehand.“ Pierre Dubreuil
„Why should the inspiration that exudes from an artist’s manipulation of the hairs of a brush be any different from that of the artist who bends at will the rays of light?“ Pierre Dubreuil
„Nicht Riesenformate, nicht technischer Künstelei bedarf es, ihnen die sogenannte Seele einzuhauchen; nein, als schlichte Photographien auftretend, entfalten sie ihren ganzen, unwiderstehlichen Zauber. Dubreuils Bilder sind gesehen, sie sind mit Künsterlaugen gesehen, sie sind aufgenommen nach sorgfältigster Wahl und dann technisch aufs allergeschickteste, aber immer mit ungeheurer Pietät gegen die Natur durchgeführt.“ Fritz Löscher über Dubreuil
„Un fantasque, un excentrique disent les uns, un des rares disent les autres, qui, en France, aient des idées en photographie et qui resteront! Une telle contradiction n’a rien qui doive nous étonner; elle n’a jamais manqué à ceux qui ont laissé un nom dans la littérature ou les arts. […] Oui, Pierre Dubreuil – et il se sait mieux que personne sans en être autrement ému ou décourage – est très discute chez nous. […] Laissons faire au temps […] auréolant quand il en est besoin les étoiles trop modestes ou méconnues, et replongeant sans pitié dans l’ombre et l’oubli l’édifice éphémère des gloires factices et présomptueuses.“ Cyrille Menard, 1912
„Ce que j’aime, ce sont les grandes choses originales, synonyme pour moi de bizarres, les choses frappantes, n’ayant aucune attention à l’idée originale en tant que neuve […] “ Cyrille Menard, 1912
„It is useful to note how the pioneer impulse, which has been experimenting, searching and attempting surprising things in Paris, has touched the photographic outlook of M. Pierre Dubreuil. […] The old paths, it seems, are growing too familiar for the modern spirit. The idea that you must arrest the beholder suddenly, violently, even brutally […] influences this collection.“
Rezension von Anthony Guest über die Einzelausstellung Pierre Dubreuils in der London Gallery, 1912

## Werke (Auswahl)

### Platindruck
Pietà, 1900. 25,8 cm × 31,5 cm – Museum für Kunst und Gewerbe, Hamburg

Fantaisie, 1900. 16,5 cm × 19,5 cm – private Sammlung

Ballerine, 1902. 23,3 cm × 13,3 cm – The Art Museum, Princeton University, Collection C. H. White

Le croquet, 1904. 18,1 cm × 22,2 cm – The Art Museum, Princeton University, Collection C. H. White

Départ pour la promenade, 1907. 24,6 cm × 19,6 cm Provinciaal Museum voor Photographie, Anvers

Un geste / Le peintre Jamois, 1910. 19,7 cm × 24,2 cm Privatsammlung

### Öldruck
Les Volants, 1901. 19,7 cm × 24,5 cm, Privatsammlung

Dans les Coulisses / Behind the Scenes, 1902. 24,4 cm × 19,0 cm

Versailles, ca. 1905. 24,8 cm × 19,7 cm

Petite place de province, 1908. 24,1 cm × 19,7 cm

Le Grand Monteau Blanc / The Beguinage in Winter, 1908. 19,7 cm × 20,7 cm

Fontaine, Place de la Concorde, 1908. 24,5 cm × 19,7 cm

Notre Dame de Paris, 1908. 21,4 cm × 17,5 cm

Eléphantaisie, 1908. 24,8 cm × 19,7 cm

La place de la Concorde. 1908, 23,5 cm × 19,7 cm

Grand Place, Bruxelles, 1908. 24,8 cm × 19,7 cm

L’Opéra / Jour de Pluie, 1909. 25,5 cm × 20,6 cm

Les Boulevards, 1909. 23,5 cm × 19,7 cm

Puissance/Mightiness, 1909. 24,1 cm × 22,2 cm
Quelle: